# Чемпіонат Європи з легкої атлетики в приміщенні 2017
Чемпіонат Європи з легкої атлетики в приміщенні 2017 був проведений 3-5 березня в Белграді в «Комбанк Арені» .

## Призери

### Чоловіки
| Дисципліна            | Золото                                                                       | Золото      | Срібло                                                          | Срібло   | Бронза                                             | Бронза   |
| --------------------- | ---------------------------------------------------------------------------- | ----------- | --------------------------------------------------------------- | -------- | -------------------------------------------------- | -------- |
| 60 метрів             | Річард Кілті Велика Британія                                                 | 6,54        | Ян Волко Словаччина                                             | 6,58 NR  | Остін Гамільтон Швеція                             | 6,63 PB  |
| 400 метрів            | Павел Маслак Чехія                                                           | 45,77       | Рафаль Омелько Польща                                           | 46,08 PB | Лімарвін Боневасія Нідерланди                      | 46,26 NR |
| 800 метрів            | Адам Кщот Польща                                                             | 1.48,87     | Андреас Бубе Швейцарія                                          | 1.49,32  | Альваро де Арріба Іспанія                          | 1.49,68  |
| 1500 метрів           | Марцин Левандовський Польща                                                  | 3.44,82     | Калле Берглунд Швеція                                           | 3.45,56  | Філіп Сасінек Чехія                                | 3.45,89  |
| 3000 метрів           | Адель Мечаль Іспанія                                                         | 8.00,60     | Генрік Інгебрігтсен Норвегія                                    | 8.00,93  | Ріхард Рінгер Німеччина                            | 8.01,01  |
| 60 метрів з бар'єрами | Ендрю Поцці Велика Британія                                                  | 7,51        | Паскаль Мартіно-Лагард Франція                                  | 7,52     | Петр Свобода Чехія                                 | 7,53     |
| 4×400 метрів          | ПольщаКацпер Козловський Лукаш Кравчук Пшемислав Васьцинський Рафаль Омелько | 3.06,99     | БельгіяРобін Вандербемден Жульєн Ватрен Кевін Борле Ділан Борле | 3.07,80  | ЧехіяПатрік Шорм Ян Тесарж Ян Кубіста Павел Маслак | 3.08,60  |
| Стрибки у висоту      | Сільвестр Беднарек Польща                                                    | 2,32        | Роберт Грабарз Велика Британія                                  | 2,30     | Павло Селівьорстов Білорусь                        | 2,27     |
| Стрибки з жердиною    | Пйотр Лісек Польща                                                           | 5,85        | Константінос Філіппідіс Греція                                  | 5,85 NR  | Павло Войцеховський Польща                         | 5,85     |
| Стрибки у довжину     | Ізмір Смайлай Албанія                                                        | 8,08 NR     | Мішель Торнеус Швеція                                           | 8,08     | Сергій Никифоров Україна                           | 8,07     |
| Потрійний стрибок     | Нельсон Евора Португалія                                                     | 17,20       | Фабріціо Донато Італія                                          | 17,13    | Макс Гесс Німеччина                                | 17,12    |
| Штовхання ядра        | Конрад Буковецький Польща                                                    | 21,97 NR    | Томаш Станек Чехія                                              | 21,43    | Давід Шторль Німеччина                             | 21,30    |
| Семиборство           | Кевін Маєр Франція                                                           | 6479 EIR CR | Хорхе Уренья Іспанія                                            | 6227     | Адам Гельцелет Чехія                               | 6110     |

### Жінки
| Дисципліна            | Золото                                                               | Золото        | Срібло                                                          | Срібло     | Бронза                                                            | Бронза  |
| --------------------- | -------------------------------------------------------------------- | ------------- | --------------------------------------------------------------- | ---------- | ----------------------------------------------------------------- | ------- |
| 60 метрів[a]          | Аша Філіп Велика Британія                                            | 7,06 NR       | Ева Свобода Польща                                              | 7,10 SB    | Муджинга Камбунджі Швейцарія                                      | 7,16    |
| 400 метрів            | Флорія Гей Франція                                                   | 51,90 PB      | Зузана Гейнова Чехія                                            | 52,42      | Юстина Швенти Польща                                              | 52,52   |
| 800 метрів            | Селіна Бюхель Швейцарія                                              | 2.00,38 NR    | Шелайна Оскан-Кларк Велика Британія                             | 2.00,39 PB | Аніта Гінріксдоттір Ісландія                                      | 2.01,25 |
| 1500 метрів           | Лора М'юр Велика Британія                                            | 4.02,39 NR CR | Констанце Клостергальфен Німеччина                              | 4.04,45    | Софія Еннауї Польща                                               | 4.06,59 |
| 3000 метрів           | Лора М'юр Велика Британія                                            | 8.35,67 CR    | Ясмін Джан Туреччина                                            | 8.43,46 NR | Ейліш Макколган Велика Британія                                   | 8.47,43 |
| 60 метрів з бар'єрами | Сінді Роледер Німеччина                                              | 7,88          | Аліна Талай Білорусь                                            | 7,92       | Памела Дуткевич Німеччина                                         | 7,95    |
| 4×400 метрів          | ПольщаПатриція Вичишкевич Малгожата Голуб Іга Баумгарт Юстина Швенти | 3.29,94       | Велика БританіяЕйлід Дойл Філіппа Лоу Мері Іхіке Лавіаї Нільсен | 3.31,05    | УкраїнаОльга Бібік Тетяна Мельник Анастасія Бризгіна Ольга Ляхова | 3.32,10 |
| Стрибки у висоту      | Айріне Пальшите Литва                                                | 2,01          | Рут Бейтья Іспанія                                              | 1,94       | Юлія Левченко Україна                                             | 1,94 PB |
| Стрибки з жердиною    | Екатеріні Стефаніді Греція                                           | 4,85          | Ліза Рижих Німеччина                                            | 4,75 PB    | Ангеліка Бенгтссон ШвеціяМарина Килипко Україна                   | 4,55    |
| Стрибки у довжину     | Івана Шпанович Сербія                                                | 7,24 NR       | Лоррейн Уген Велика Британія                                    | 6,94 NR    | Клаудія Зальман-Рат Німеччина                                     | 6,94    |
| Потрійний стрибок     | Крістін Гіріш Німеччина                                              | 14,37         | Патрісія Мамона Португалія                                      | 14,32      | Параскеві Папахристу Греція                                       | 14,24   |
| Штовхання ядра        | Аніта Мартон Угорщина                                                | 19,28         | Радослава Мавродієва Болгарія                                   | 18,36 PB   | Юлія Леонтюк Білорусь                                             | 18,32   |
| П'ятиборство          | Нафіссату Тіам Бельгія                                               | 4870          | Івона Дадич Австрія                                             | 4767 NR    | Дьєрдьї Живоцькі-Фаркаш Угорщина                                  | 4723 PB |

a  Олеся Повх первісно здобула у Белграді срібну нагороду з бігу на 60 метрів з результатом 7,10. Проте, у лютому 2018 вона була дискваліфікована на 4 роки за порушення антидопінгових правил, внаслідок чого вона зокрема була позбавлена срібної нагороди на чемпіонаті Європи в приміщенні з анулюванням показаних результатів.

## Медальний залік
| Місце                | Країна               | Золото | Срібло | Бронза | Загалом |
| -------------------- | -------------------- | ------ | ------ | ------ | ------- |
| 1                    | Польща               | 7      | 2      | 3      | 12      |
| 2                    | Велика Британія      | 5      | 4      | 1      | 10      |
| 3                    | Німеччина            | 2      | 2      | 5      | 9       |
| 4                    | Франція              | 2      | 1      | 0      | 3       |
| 5                    | Чехія                | 1      | 2      | 4      | 7       |
| 6                    | Іспанія              | 1      | 2      | 1      | 4       |
| 7                    | Греція               | 1      | 1      | 1      | 3       |
| 8                    | Бельгія              | 1      | 1      | 0      | 2       |
| 8                    | Португалія           | 1      | 1      | 0      | 2       |
| 10                   | Угорщина             | 1      | 0      | 1      | 2       |
| 10                   | Швейцарія            | 1      | 0      | 1      | 2       |
| 12                   | Албанія              | 1      | 0      | 0      | 1       |
| 12                   | Литва                | 1      | 0      | 0      | 1       |
| 12                   | Сербія               | 1      | 0      | 0      | 1       |
| 15                   | Швеція               | 0      | 2      | 2      | 4       |
| 16                   | Білорусь             | 0      | 1      | 2      | 3       |
| 17                   | Італія               | 0      | 1      | 0      | 1       |
| 17                   | Австрія              | 0      | 1      | 0      | 1       |
| 17                   | Болгарія             | 0      | 1      | 0      | 1       |
| 17                   | Данія                | 0      | 1      | 0      | 1       |
| 17                   | Норвегія             | 0      | 1      | 0      | 1       |
| 17                   | Словаччина           | 0      | 1      | 0      | 1       |
| 17                   | Туреччина            | 0      | 1      | 0      | 1       |
| 24                   | Україна              | 0      | 0      | 4      | 4       |
| 25                   | Ісландія             | 0      | 0      | 1      | 1       |
| 25                   | Нідерланди           | 0      | 0      | 1      | 1       |
| Загалом (26 збірних) | Загалом (26 збірних) | 26     | 26     | 27     | 79      |

## Відео
- 10 найкращих результатів у Белграді на YouTube

## Виступ українців
| Чоловіки (12) | Чоловіки (12)                                                 | Чоловіки (12) | Чоловіки (12)  |
| Місце         | Атлет                                                         | Дисципліна    | Результат      |
| ------------- | ------------------------------------------------------------- | ------------- | -------------- |
| 3             | Сергій Никифоров                                              | довжина       | 8,07 (8,18)[b] |
|               | Данило Даниленко Євген Гуцол Олексій Поздняков Віталій Бутрим | 4×400 м       | 3.09,64        |
| пф            | Володимир Супрун                                              | 60 м          | 6,75           |
| заб           | Віталій Бутрим                                                | 400 м         | 47,76          |
| заб           | Євген Гуцол                                                   | 400 м         | 47,77          |
| заб           | Володимир Киц                                                 | 3000 м        | 8.04,96        |
| заб           | Сергій Копанайко                                              | 60 м з/б      | 7,95           |
| заб           | Артем Шаматрин                                                | 60 м з/б      | DQ[c]          |
| кв            | Олександр Баранніков                                          | висота        | 2,21           |
| кв            | Владислав Мазур                                               | довжина       | 7,58           |
| кв            | Павло Безніс                                                  | потрійний     | 15,99          |

| Жінки (19) | Жінки (19)                                                 | Жінки (19)   | Жінки (19)        |
| Місце      | Атлетка                                                    | Дисципліна   | Результат         |
| ---------- | ---------------------------------------------------------- | ------------ | ----------------- |
| 3          | Ольга Бібік Тетяна Мельник Анастасія Бризгіна Ольга Ляхова | 4×400 м      | 3.32,10           |
| 3          | Юлія Левченко                                              | висота       | 1,94              |
| 3          | Марина Килипко                                             | жердина      | 4,55              |
|            | Анна Плотіцина                                             | 60 м з/б     | 7,96 (7,92)       |
|            | Оксана Окунєва                                             | висота       | 1,92              |
|            | Марина Бех                                                 | довжина      | 6,59 (6,71)       |
|            | Аліна Шух                                                  | п'ятиборство | 4377              |
| фін        | Олеся Повх                                                 | 60 м         | DQ                |
| пф         | Ольга Бібік                                                | 400 м        | 53,66             |
| пф         | Анастасія Ткачук                                           | 800 м        | 2.05,78 (2.04,62) |
| заб        | Вікторія Кащеєва                                           | 60 м         | 7,52              |
| заб        | Тетяна Мельник                                             | 400 м        | 55,18             |
| заб        | Ольга Ляхова                                               | 800 м        | 2.06,33           |
| заб        | Олена Сідорська                                            | 1500 м       | 4.14,95           |
| заб        | Олена Яновська                                             | 60 м з/б     | 8,33              |
| кв         | Юлія Чумаченко                                             | висота       | 1,86              |
| кв         | Анна Венгрус                                               | довжина      | 6,10              |
| кв         | Руслана Цихоцька                                           | потрійний    | 13,31             |
| кв         | Ольга Голодна                                              | ядро         | 16,06             |

b  Тут і надалі у дужках вказаний більш високий результат, що був показаний на попередній стадії змагань (у кваліфікації чи забігу).

c  Причиною дискваліфікації Артема Шаматрина став фальстарт.